# Castanopsis concinna
Castanopsis concinna är en bokväxtart som först beskrevs av John George Champion och George Bentham, och fick sitt nu gällande namn av A.Dc. Castanopsis concinna ingår i släktet Castanopsis och familjen bokväxter. IUCN kategoriserar arten globalt som sårbar. Inga underarter finns listade.